# Саръсу
Саръсу (на казахски: Сарысу; на руски: Сарысу) е река, протичаща по територията на Карагандинска, Туркестанска и Къзълординска област на Казахстан, губеща се западната част на пустинята Бетпак Дала. Дължина 671 km (с дясната съставяща я река Жаксъ Саръсу 780 km). Площ на водосборния басейн 81 600 km².
Река Саръсу се образува от сливането на двете съставящи я реки Жаман Саръсу (лява съставяща) и Жаксъ Сарасу (109 km, дясна съставяща), водещи началото си от Каркаралинските планини, на 477 m н.в., западно от селището Атасу в Карагандинска област. Тече в югозападна посока през Казахската хълмиста земя, а на 60 km югозиточно от град Джезказган завива на юг и тече по западната периферия на пустинята Бетпак Дала. Последните 40 – 50 km завива на запад, навлиза в Къзълординска област и се губи в пясъците на пустинята, като образува обширен наносен конус. В горното течение долината ѝ е тясна, а в долното се разширява до 5 – 10 km. Основни притоци: леви – Жаман Саръсу, Атасу; десни – Жаксъ Саръсу, Кенсаз, Саръозен, Еспе, Кара-Кенгир (единственият ѝ постоянен приток). Има предимно снежно подхранване. В горното и долно течение ежегодно пресъхва от юли до януари. Среден годишен отток на 382 km от устието 7,3 m³/sec. В горното и частично в средното течение водите ѝ се използват за промишлено водоснабдяване и напояване. При образуването си западно от сгт Атасу в нея се влива допълнително количество вода по канала „Нура – Сарасу“, а в „устието ѝ“ се докарва вода по Теликолския канал от река Сърдаря.